# Азодикарбоновая кислота
Азодикарбоновая кислота или Азомуравьиная кислота (Химическая формула: C2H2O4N2 = CO2H.N:N.CO2H) — несуществующая в свободном виде дикарбоновая кислота, представляет производное диимида HN:NH. Для неё известны производные — сложные эфиры, амиды, соли и динитрил.

## Получение
Получена при действии крепкого раствора едкого калия на азодикарбонамид в виде калиевой соли. 
Последняя кристаллизуется в форме жёлтых иголочек, при нагревании выше 100 °С разлагается со вспышкой, а в водном растворе распадается на углекалиевую соль, углекислоту, азот и гидразин. Попытки получения из неё диимида N2H2 в XIX веке не увенчались успехом. 
Отвечающий азодикарбоновой кислоте диэтиловый эфир получен в виде оранжево-жёлтого масла, кипящего при 106 °С (13 мм рт.ст.), окислением азотной кислотой соответствующего гидразодикарбонового эфира (температура плавления 130 °С, температура кипения с разл. около 250 °С), образующегося из этилхлорформиата и гидразина: 

## Применение
Диамид азодикарбоновой кислоты (порофор ЧХЗ-21, CAS:123-77-3) и её бариевая соль (порофор ЧХЗ-24) применяются как газогенерирующие вещества для получения вспененных пластмасс. Как пенообразователь применяют в производстве полимеров методами литья, экструзии, ротационного формования. Основа — ПВХ, полиамиды, полипропилен, полиолефины, эпоксидные смолы, искусственные каучуки, эластомеры, силиконы, полиэтилены. 
Динитрил азодикарбоновой кислоты (C2N4) представляет собой красновато-оранжевые кристаллы с температурой плавления 36°C :
35,5-37 .
Диэтилдиазодикарбоксилат в комбинации с трифенилфосфином используется для функционализации спиртового гидроксила в реакции Мицунобу.
Используют для производства искусственной кожи. 
В пиротехнике — как газогенератор в фонтанах и ракетах. Также для генерации газа применяют в средствах пожаротушения, в резинотехнической промышленности для вулканизации, в пищевой промышленности — для воздушности хлебобулочных изделий и как консервант.